# 장재호 (가수)
장재호(1986년 12월 24일 ~)는 대한민국의 가수다. 2012년 싱글 앨범 [겨울아이]로 데뷔했다.

## 방송
- 보이스 코리아 (시즌 1) (2012) - Top16
- 히든싱어 1 (2013) - 성시경 편 6위

## 음반
- 보이스 코리아 Part 2 (2012)
- 보이스 코리아 Part 4 (2012)
- 겨울아이 (2012)
- 마술아 (2013)
- 동명이인 (2013)
- Project 10 (2019)